# Bruno Ponnath
Bruno Ponnath (* 2. Januar 1931 in Kemnath; † 3. September 2018) war ein deutscher Politiker (CSU).

## Leben
Ponnath besuchte die Volksschule in Kemnath und machte das Abitur am Benediktinergymnasium Ettal. Er machte ein technisches Praktikum mit anschließendem Studium an der Technischen Hochschule München und erreichte den Hauptdiplomabschluss mit Gesamtnote sehr gut als Diplom-Brauingenieur. Danach war er Leiter eines mittelständischen Brauereibetriebs. 
Ponnath war langjähriger Kreisrat und letzter amtierender Landrat im alten Landkreis Kemnath, danach war er stellvertretender Landrat und CSU-Kreisvorsitzender im Landkreis Tirschenreuth. Von 1982 bis 1994 war er Mitglied des Bayerischen Landtags, stets direkt gewählt im Stimmkreis Tirschenreuth.